# Dendronephthya rubeola
Dendronephthya rubeola is een zachte koraalsoort uit de familie Nephtheidae. De koraalsoort komt uit het geslacht Dendronephthya. Dendronephthya rubeola werd in 1909 voor het eerst wetenschappelijk beschreven door Henderson. 